# Volkswagen Vento
Volkswagen Vento je automobil njemačke marke Volkswagen koji se proizvodio od 1992. do 1998. godine kao limuzinska inačica treće generacije Golfa. Facelifting je bio 1995. godine. U Sjevernoj Americi ovaj se model prodavao kao treća generacija Jette. Na europskim tržištima naslijedio ga je model Bora.

## Motori
- 1.6 L, 55 kW (75 ks)
- 1.6 L, 74 kW (100 ks)
- 1.8 L, 55 kW (75 ks)
- 1.8 L, 66 kW (90 ks)
- 2.0 L, 85 kW (115 ks)
- 2.8 L VR6, 128 kW (174 ks)
- 1.9 L Diesel, 47 kW (64 ks)
- 1.9 L turbo Diesel, 55 kW (75 ks)
- 1.9 L turbo Diesel, 66 kW (90 ks)
- 1.9 L turbo Diesel, 81 kW (110 ks)